# Чрхлинський потік
Чрхлинський потік (словац. Črchlinský potok) — річка; ліва притока Ольшави, протікає в окрузі Вранов-над-Теплою.
Довжина приблизно 3.1-3.7 км. Витік знаходиться в масиві Солоні гори (геоморфологічна підодиниця Маковиця - схил гори Чрхлина) — на висоті приблизно 685-690 метрів.
Протікає територією села Банське. Впадає у Ольшаву на висоті близько 325-330 метрів.